# Seto

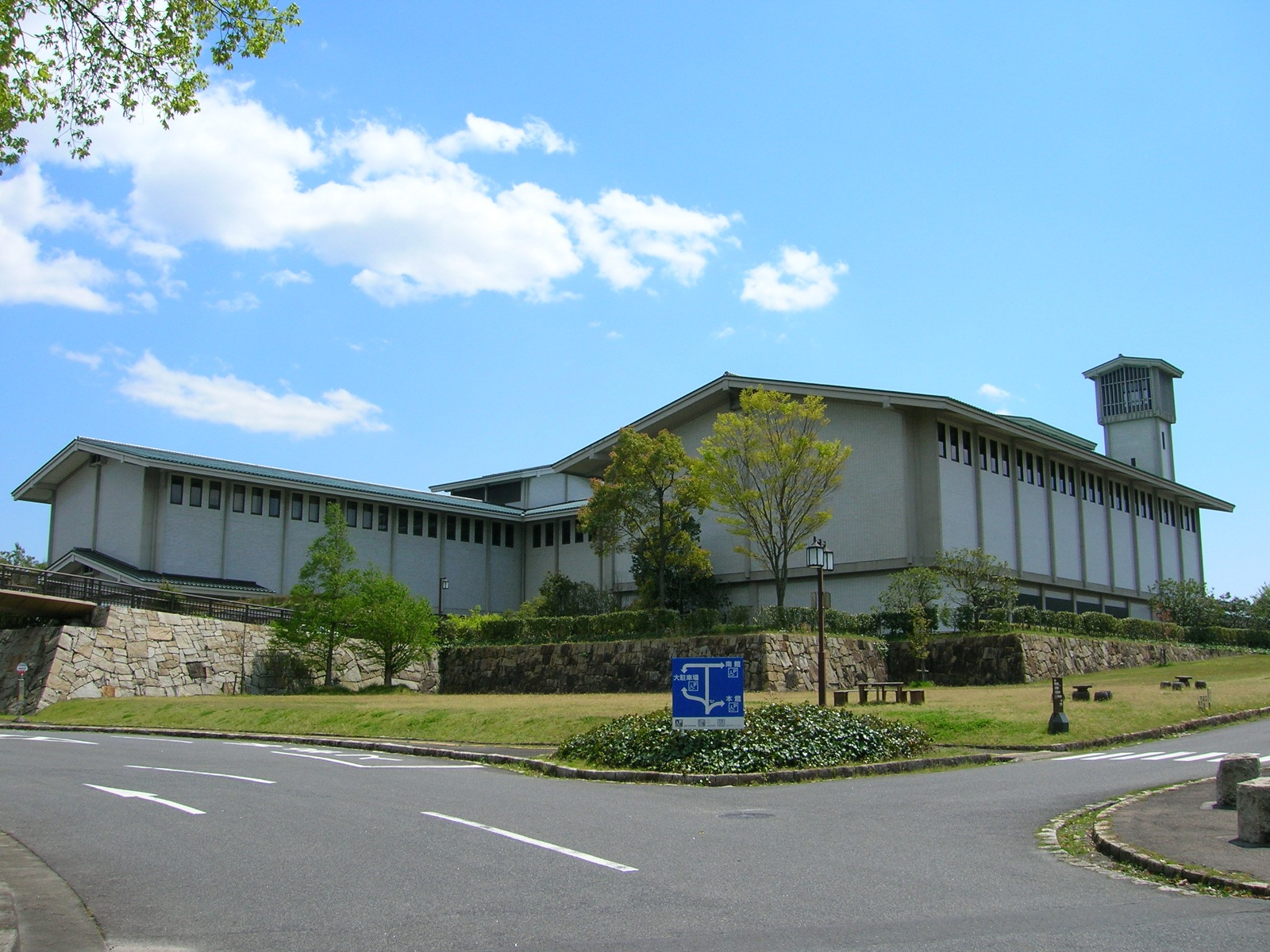
Aichi Prefectural Ceramic Museum

Seto è una città giapponese della prefettura di Aichi.

## Amministrazione

### Gemellaggi
- Angers, Francia
- Limoges